# Colonie et protectorat du Kenya
Pour les articles homonymes, voir Kenya (homonymie).
1920–1963
Entités précédentes :
- Afrique orientale britannique

Entités suivantes :
- Oltre Giuba (1924)
- Kenya (royaume du Commonwealth)

La colonie et protectorat du Kenya (en anglais : Colony and Protectorate of Kenya) est un État colonial de l'Empire britannique existant de 1920 à 1963 et équivalent au territoire actuel du Kenya. La bande de terre de 10 000 milles longeant l'océan Indien constitue le protectorat et le reste la colonie. L'entité succède au protectorat d'Afrique orientale britannique et est parfois orthographiée Kenia, d'après le mont Kenia.

## Historique
L'État existe du 23 juillet 1920, faisant suite à l'Afrique orientale britannique, jusqu'au 12 décembre 1963, date de l'indépendance du Kenya qui devient, pendant un an, un royaume du Commonwealth puis au 12 décembre 1964 la république du Kenya.
Le 16 juillet 1924, la région de Jubaland (l'Oltre Giuba) est cédée à l'Italie et officiellement transférée le 29 juin 1925, à la suite d'un accord entre le Royaume-Uni et le royaume d'Italie en février 1920, en application des accords de Londres de 1915, pour récompenser ce dernier d'avoir participé dans le camp des Alliés à la Première Guerre mondiale. La division de la zone du nord-est conduit à la création du Northern Frontier District.
Hugh Cholmondeley, 3e baron Delamere est le fondateur de la colonie du Kenya. L'aristocratie britannique qui s'y installe par la suite achète de grands domaines et vit luxueusement, autour du sélect Muthaiga Country Club de Nairobi. La vie dissolue des riches colons est médiatisée lors de l'affaire du meurtre de Josslyn Hay (22e comte d'Erroll), attirant la polémique alors que, dans le contexte de la Seconde Guerre mondiale, les Britanniques de métropoles endurent les difficultés du conflit. Le film Sur la route de Nairobi (1987) évoque cet épisode et Out of Africa (1985), celui de la société coloniale anglaise au Kenya sous le régime précédent, l'Afrique orientale britannique.
En 1920, le gouverneur fait augmenter l'impôt par tête pour contraindre les Kikuyus à s'engager comme salariés agricoles auprès des colons et ainsi pouvoir payer cet impôt. Toutefois, quand en 1921 les colons réduisent les salaires des ouvriers indigènes d'un tiers, des manifestations et grèves se déclenchent. Le 16 mars, 57 manifestants sont abattus et les dirigeants des associations nationalistes sont arrêtés puis déportés. Dès lors, de 1952 à 1959, la rébellion Mau Mau combat la loi coloniale britannique. L'administration britannique fait alors participer de plus en plus les Africains aux processus de gouvernance, afin de couper les rebelles de leur soutien. En 1953, Katharine Hurst, première femme procureure dans la Colonie et protectorat du Kenya poursuit en justice les membres de la société secrète Mau Mau.
Les premières élections directes pour les Africains au Conseil législatif ont lieu en 1957. La guerre s'achève avec 100 000 morts côté africain et 320 000 détenus dans des camps, dont plus d'un millier sera exécuté et des milliers d'autres torturés.